# El castillo maldito (película de 1940)
El castillo maldito es un film diseñado expresamente para el lucimiento de las estrellas de la Paramount: Bob Hope y Paulette Goddard. El año anterior, ambos actores ya habían funcionado muy bien con la película El gato y el canario (The Cat and The Canary, 1939). También se trata de una comedia de cine de terror ambientada en una casa encantada.
La película se basa en una obra teatral escrita por Paul Dickey y Charles W. Goddard. La Paramount en 1953 volvería a adaptar la obra, en esa ocasión la película sería protagonizada por Jerry Lewis y Dean Martin. (Véase El castillo maldito de 1953.

## Argumento
Mary hereda un viejo caserón que perteneció a su familia en una isla cercana a Cuba. Mary decide viajar al lugar para ver la casa que se dice está encantada. En su viaje le acompañará un amigo suyo, un locutor neoyorquino angustiado por la idea de haber matado a un mafioso.

## Otros créditos
- Productora: Paramount Pictures
- Distribuidora: Paramount Pictures
- Color: Blanco y negro
- Sonido: Western Electric Mirrophonic Recording
- Sonido: Harold Lewis y Richard Olson
- Montaje: Ellsworth Hoagland
- Efectos especiales: Farciot Edouart
- Dirección artística: Robert Usher  y Hans Dreier
- Decorados: Mel Epstein
- Diseño de vestuario: Edith Head